# Jörg Lanz von Liebenfels
Adolf Josef Lanz, mais conhecido como Jörg Lanz von Liebenfels (Viena, 19 de julho de 1874 — Viena, 22 de abril de 1954) foi um monge, místico, escritor e jornalista austríaco. Foi monge da Ordem de Cister e fundador da revista Ostara, na qual publicou teorias de caráter antissemita, racista e völkisch, motivo pelo qual é considerado uma das principais influências do nacional-socialismo.

## Biografia
Entre 1893 e 1899 pertenceu à ordem católica dos Cistercianos. Saiu por ter sido expulso da ordem católica por suas transgressões. Em 1904 publicou o seu livro "a Teozoologia" (Die Theozoologie), no qual ele defendia a esterilização dos elementos das "raças inferiores", uma estrita submissão da mulher ao homem ariano e a "Copulação de mulheres solteiras dispostas a serem mães com homens arianos loiros e de olhos azuis em conventos de procriação". De acordo com ele, Eva, que ele descreveu como tendo sido inicialmente divina, envolveu-se com o demónio e deu à luz as "raças inferiores"(sub-raças Mishilings). Segundo diz, isto levou a que as mulheres louras menos abastadas se sintam atraídas por "sub-homens simiescos (semi/quase-símios transitórios) escuros" (judeus de aspecto submediterrânico e não-nórdicos) com poder econômico maior devido ao parasitismo do setor terciário da economia (financeiro/bancos/afins..), algo que só pode ser parado através da "desmistura racial" de modo a que os "senhores arianos-cristãos humanos" possam "outra vez governar sobre as bestas de pele escura" e atingir ultimamente a "divinidade".
Uma cópia deste livro foi enviada ao poeta sueco August Strindberg, de quem Lanz recebeu uma resposta entusiástica na qual ele foi descrito como uma "voz profética".
Como aluno do Ariosófo Guido von List, Lanz fundou em 1905 a Sociedade Guido Von List (Guido-von-List-Gesellschaft) bem como em 1907 o "Ordo Novi Templi" (ONT), a nova ordem do templo. O objectivo destas organizações era "fomentar a consciência de raça através da pesquisa genealógica, pesquisa das raças, concursos de beleza, e a fundação de colónias racistas para desenvolver o futuro dos países subdesenvolvidos".
Um ano mais tarde, em 1905, ele iniciou a publicação dos panfletos antissemitas "Ostara", famosos por terem sido lidos por Hitler, entre muitos outros vienenses.
Nesta "biblioteca dos loiros e dos juristas do homem" (Bücherei der Blonden und Mannesrechtler) ele apresentava um cristianismo perverso, com Cristo como o anunciador da pureza da raça, o anjo como um ser puro de raça e o julgamento final como uma luta entre os "louros arianos" (pessoas de cabelos louros e olhos azuis) e os "homem-animais" (Tiermenschen) - de cor e judeus.
Esta "profundeza" pseudoreligiosa deveria fortificar o antissemita não apenas racionalmente mas também na sua alma.
De acordo com os dados da própria editora, a tiragem dos panfletos Ostara (Ostara-Hefte) chegou a atingir 10 000 no seu auge. Entre os subscritores encontra-se Dietrich Eckart, um amigo pessoal de Hitler e seu mentor nos anos das décadas de 1910 e 1920. O próprio Hitler leu também os panfletos de Lanz von Liebenfels durante a sua estadia em Viena (ver Artigo sobre Hitler para mais pormenores).
Lanz desenvolveu longos catálogos de "medidas de fomento" para os arianos "louro-azuis" (blondblauen) e medidas de "defesa" contra as "raças inferiores". Com isto ele foi um precursor das medidas do regime Nazi.
Na sua frase de "Mein Kampf": "Ao resistir contra o judeu, luto pela obra do senhor", Hitler revela-se um bom aluno de Lanz von Liebenfels.